# Gerhard Chroust

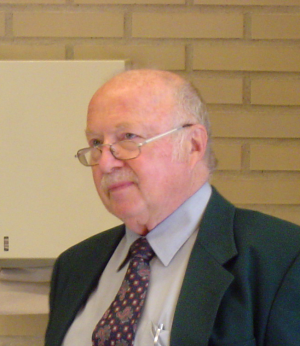
Gerhard Chroust 2007 an der JKU Linz

Gerhard Chroust (* 23. April 1941 in Wien) ist österreichischer Informatiker und emeritierter Universitätsprofessor an der Johannes Kepler Universität in Linz. Seine wichtigsten Forschungsthemen sind Arithmetische Ausdrücke, die Programmiersprache PL/I, Mikroprogrammierung, Vorgehensmodelle für die Softwareentwicklung, menschliche Faktoren und Lokalisierung.

## Leben
Gerhard Chroust studierte ab 1959 Nachrichtentechnik an der Technischen Hochschule Wien. Dabei kam er im Kurs Moderne Rechentechnik mit einem IBM-650-Rechner in Berührung. Er knüpfte dabei auch die ersten Kontakte mit dem damaligen Universitätsdozenten Heinz Zemanek. Seine Diplomarbeit mit dem Titel Kybernetisches Modell: Mühlespiel schloss er 1964 ab. Anschließend studierte er an der University of Pennsylvania (Computer Science). Sein dortiges Studium schloss er 1965 mit einer Master Thesis zum Thema A Heuristic Derivation Seeker for Uniform Prefix Languages ab.
Ab 1966 arbeitete er im IBM-Laboratorium in Wien; dies blieb bis 1991 seine berufliche Heimat. Hier wirkte er an der Erstellung der Vienna Definition Language (VDL) mit. Diese Beschreibungssprache wurde zur formalen Beschreibung der Semantik der Programmiersprache PL/I erstellt.
Während der Jahre 1972–76 war Chroust persönlicher Assistent von Heinz Zemanek. In diese Zeit fällt die Gründung der Österreichischen Computer Gesellschaft (OCG), deren Gründungsmitglied Chroust war.
1974 half Chroust mit, für die PL/I-Lehre im Informatik-Studium an der Johannes Kepler Universität Linz (JKU) einen IBM/370-Rechner zu organisieren. Ab 1975 wirkte er auch an der Lehre und Forschung der Universität mit. Im Jahr 1979 habilitierte sich Chroust mit der Habilitationsschrift Mikroprogrammierung als Werkzeug der Praktischen Informatik.
Weitere Arbeitsgebiete waren Mikroprogrammierung, PL/I Compiler für die IBM 8100, und die
Erstellung eines Vorgehensmodelles für die Software-Entwicklung für IBM’s Software-Engineering Environment ADPS.
Die Berufung zum Universitätsprofessor an der JKU erfolgte im Jahr 1992. Chroust wurde Leiter der Abteilung für System Engineering and Automation am Institut für Systemwissenschaften unter Professor Franz Pichler. 2004 wurde die Abteilung in ein eigenständiges Institut umgewandelt.
Chroust blieb bis zu seiner Emeritierung im Oktober 2007 der Vorstand des Institutes. Seine Nachfolge trat Alexander Egyed an.
Weiters organisiert Chroust seit 1993 die jährlichen IDIMT Tagungen in Tschechien und jedes zweite Jahr die einwöchigen Fachgespräche 'Fuschl Conversations'.

### Organisationen
Chroust ist Komiteeleiter der OCG-Schriftenreihe und Mitglied des erweiterten Präsidiums. Er ist Präsident der Österreichischen Gesellschaft für Informatik, einem Zweigverein der OCG, und Vizepräsident der Österreichischen Studiengesellschaft für Kybernetik (ÖSGK) und Generalsekretär der International Federation for Systems Research (IFSR).

### Familie
Gerhard Chroust ist seit 1968 mit Janie Chroust, geb. Weps, verheiratet. Sie haben zwei erwachsene Söhne Martin (* 1971) und Stefan (* 1974), und fünf Enkel Adrian (* 2001), Niklas (* 2004), Viktoria (* 2005), Rebecca (* 2007) und Ella (* 2008).

## Werke
Chroust hat als Autor, Co-Autor oder Herausgeber über 10 Bücher und über 400 wissenschaftliche Artikel erstellt oder daran mitgewirkt. Eine Auswahl:
- 1980. Firmware, microprogramming, and restructurable hardware : proceedings of the IFIP Working Conference on Firmware, Microprogramming, and Restructurable Hardware, Linz, Austria, April 28-May 1, 1980. gemeinsam mit Jörg R. Mühlbacher.
- 1985. Formal models in programming : proceedings of the IFIP TC2 Working Conference on the Role of Abstract Models in Information Processing, Vienna, Austria, 30 January - 1 February 1985. gemeinsam mit E.J. Neuhold.
- 1989. Mikroprogrammierung und Rechnerentwurf. Oldenbourg Verlag.
- 1992. Modelle der Software-Entwicklung - Aufbau und Interpretation von Vorgehensmodellen. Oldenbourg Verlag Wien-München.
- 1994. Workflow management : challenges, paradigms, and products : CON '94. gemeinsam mit A. Benczúr.
- 1994. Interdisciplinary Information Management Talks 94. gemeinsam mit P. Doucek.
- 1995. Umfrage Workflow - Eine Momentaufnahme über die Verbreitung, Einsatz und Meinungen über Workflow in den deutschsprachigen Ländern. gemeinsam mit J. Bergsmann. Oldenbourg Wien-München.
- 1995. Die Geschichte der Datenverarbeitung - Bibliographie zur Geschichtswand. gemeinsam mit H. Zemanek. Oldenbourg Wien/München
- 1998. Adolf Adam - 80 Jahre, eine Anekdotensammlung, ÖSGK, Reports of the Austrian Society for Cybernetic Studies, Vienna.
- 2005. IFSR 2005 - The New Roles of Systems Sciences for a Knowledge-based Society, Kobe 2005. gemeinsam mit Jifa Gu. Jaist Press, Komatsu, Japan.